# 勒波埃特拉瓦勒
勒波埃特拉瓦勒（法語：Le Poët-Laval）是法国德龙省的一个市镇，位于该省南部，属于尼永斯区。该市镇总面积31.22平方公里，2009年时的人口为922人。

## 人口
勒波埃特拉瓦勒人口变化图示